# Parque nacional de Saikai
El parque nacional de Saikai (en japonés:西海国立公園 Saikai Kokuritsu Kōen) es un parque nacional marino situado en la prefectura de Nagasaki, en el noroeste de Kyushu, en el país asiático de Japón. Se compone de las regiones costeras de la Península Matsuura, que se extiende hacia el norte desde la ciudad portuaria de Sasebo e incluye Kujukushima, con más de 200 islas en el oeste, al oeste de la península de Hirado Península, y las costas de las Islas Goto en su extremo oeste.

## Historia
La intención de crear el parque nacional de Sankai apareció por primera vez en 1949 por iniciativa del entonces alcalde de Sasebo, Masasuke Nagata. El área que abarca el parque actualmente se encontraba en su mayoría dentro del territorio del antiguo Distrito Naval de Sasebo de la Armada Imperial Japonesa. Después de la rendición de Japón y la disolución del ejército, el alcalde Nagata vio las posibilidades de impulsar el turismo en la zona y solicitó la creación del parque a la asamblea de Japón. La campaña fue finalmente exitosa y el Parque Nacional Saikai fue establecido el 16 de marzo de 1955, siendo el decimoctavo parque nacional creado del país.

## Geografía
Este parque se compone de más de 400 islas, grandes y pequeñas, incluyendo Hirado, las Islas Kujukushima, y las Islas Goto. Hirado conserva algunos sitios históricos de su puerto antiguo usados para el comercio exterior. Las Islas Goto tienen entradas interesantes y altos acantilados, así como raras formaciones volcánicas.